# Bucks (Alabama)
Bucks es un lugar designado para el censo (en inglés, census-designated place, CDP) ubicado en el condado de Mobile, Alabama, Estados Unidos. Según el censo de 2020, tiene una población de 22 habitantes.

## Geografía
La localidad está ubicada en las coordenadas 31°1′1″N 88°1′35″O / 31.01694, -88.02639 (31.016881, -88.026385).